# 緑 (我孫子市)
緑（みどり）は、千葉県我孫子市の町丁。現行行政地名は緑一丁目および緑二丁目。郵便番号270-1153。

## 地理
北から東にかけては寿、南は若松、南西は我孫子新田、西は白山、北西部は本町に隣接している。

## 世帯数と人口
2017年（平成29年）4月1日現在の世帯数と人口は以下の通りである。
| 丁目     | 世帯数  | 人口    |
| -------- | ------- | ------- |
| 緑一丁目 | 501世帯 | 1,155人 |
| 緑二丁目 | 423世帯 | 927人   |
| 計       | 924世帯 | 2,082人 |

## 小・中学校の学区
市立小・中学校に通う場合、学区は以下の通りとなる。
| 丁目     | 番地   | 小学校                     | 中学校               |
| -------- | ------ | -------------------------- | -------------------- |
| 緑一丁目 | 1〜3番 | 我孫子市立我孫子第四小学校 | 我孫子市立白山中学校 |
| 緑一丁目 | その他 | 我孫子市立我孫子第一小学校 | 我孫子市立白山中学校 |
| 緑二丁目 | 全域   | 我孫子市立我孫子第一小学校 | 我孫子市立白山中学校 |

## 施設

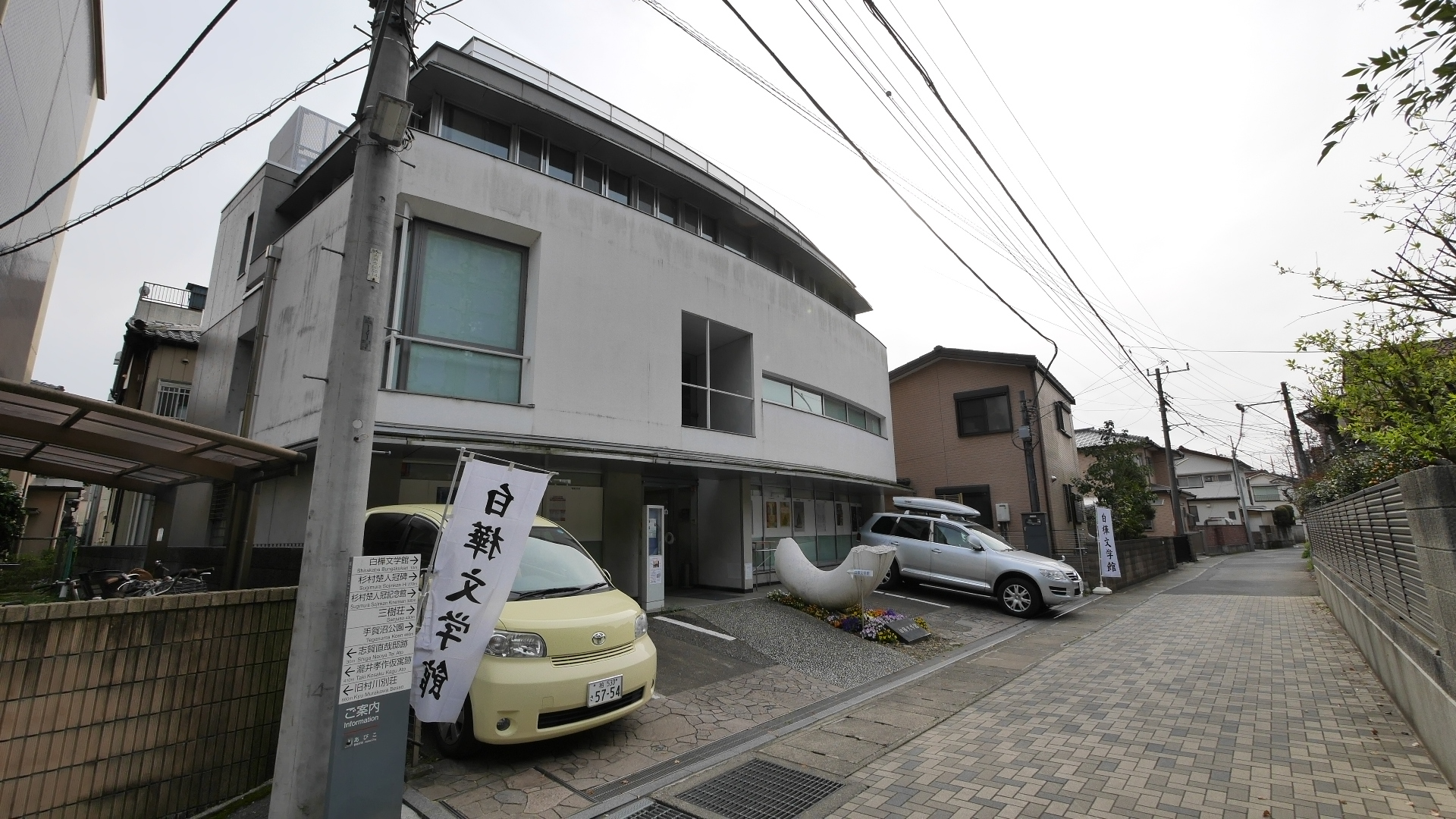
白樺文学館

- 我孫子緑郵便局
- 白樺文学館
- 杉村楚人冠記念館
- 緑保育園
- ひかり幼稚園
- 大光寺
- 香取神社
- 緑南作緑地
- 緑雁明緑地

## 交通

### 道路
- 国道
  - 国道356号